# Hibernate Criteria API
A Hibernate – relációs/objektumrelációs perzisztenciakezelést megvalósító eszközrendszer –  rendelkezik egy Criteria nevű keretrendszerrel, amely arra szolgál, hogy segítségével objektumorientált módon lehet lekérdezéseket megfogalmazni olyan módon, hogy az entitásokhoz bizonyos feltételeket, kritériumokat definiálunk.

## Criteria példányok létrehozása
Az org.hibernate.Criteria interfész alkotja a lekérdezést, melynek példányai a Session objektumokból jönnek létre.
```
Criteria
 
criteria
 
=
 
session
.
createCriteria
(
Person
.
class
).
setMaxResults
(
30
);

List
 
people
 
=
 
criteria
.
list
();

```

A Criteria interfész  néhány metódusa:
- add(Criterion criterion)
- addOrder(Order order)
- list()
- getAlias()
- createAlias(String associationPath, String alias)
- setFirstResult(int firstResult)
- setMaxResults(int maxResults)
- setProjection(Projection projection)

## Eredményhalmaz szűkítése

### Restrictions
Az org.hibernate.criterion.Restrictions (restiction = korlátozás) interfész metódusai a lekérdezések eredményhalmazát különböző megszorításokkal szűkítik. A Restictions osztály metódusai hasonló szűréseket valósítanak meg, mint amik az SQL lekérdező nyelvekből ismertek.
A Restrictions interfész  néhány metódusa:
- like(String propertyName, Object value)
- between(String propertyName, Object lo, Object hi)
- or(Criterion lhs, Criterion rhs)
- and(Criterion lhs, Criterion rhs)
- eq(String propertyName, Object value) (equal)
- ge(String propertyName, Object value) (greater than or equal)
- gt(String propertyName, Object value) (greater then)
- isEmpty(String propertyName)
- isNull(String propertyName)
- disjunction() (A vagy B vagy C...)
- conjunction() (A és B és C...)

Példák:
```
List
 
people
 
=
 
session
.
createCriteria
(
Person
.
class
)

    
.
add
(
 
Restrictions
.
like
(
"birthplace"
,
 
"London"
)
 
)

    
.
add
(
 
Restrictions
.
between
(
"age"
,
 
minAge
,
 
maxAge
)
 
)

    
.
list
();

```

A kritériumok logikai csoportosítása diszjunkcióval:
```
List
 
people
 
=
 
session
.
createCriteria
(
Person
.
class
)

    
.
add
(
 
Restrictions
.
in
(
 
"birthplace"
,
 
new
 
String
[]
 
{
 
"London"
,
 
"Bristol"
,
 
"Oxford"
 
}
 
)
 
)

    
.
add
(
 
Restrictions
.
disjunction
()

        
.
add
(
 
Restrictions
.
isNull
(
"age"
)
 
)

        
.
add
(
 
Restrictions
.
eq
(
"age"
,
 
new
 
Integer
(
0
)
 
)
 
)

        
.
add
(
 
Restrictions
.
eq
(
"age"
,
 
new
 
Integer
(
1
)
 
)
 
)

        
.
add
(
 
Restrictions
.
eq
(
"age"
,
 
new
 
Integer
(
2
)
 
)
 
)

    
)
 
)

    
.
list
();

```

Lehet beépíteni közvetlenül SQL szűréseket is a lekérdezésekbe.
```
List
 
people
 
=
 
session
.
createCriteria
(
Person
.
class
)

    
.
add
(
Restrictions
.
sqlRestriction
(
"lower({alias}.birthPlace) like lower(?)"
,
 
"London"
,
 
Hibernate
.
STRING
)
 
)

    
.
list
();

```

### Property
Az org.hibernate.criterion.Property (property = tulajdonság) osztály forName() metódusával saját nevet adhatunk meg az entitás tulajdonságainak.
Példa:
```
Property
 
age
 
=
 
Property
.
forName
(
"age"
);

List
 
people
 
=
 
session
.
createCriteria
(
Person
.
class
)

		
.
add
(
 
Restrictions
.
disjunction
()

		
.
add
(
 
age
.
isNull
()
 
)

		
.
add
(
 
age
.
eq
(
 
new
 
Integer
(
0
)
 
)
 
)

		
.
add
(
 
age
.
eq
(
 
new
 
Integer
(
1
)
 
)
 
)

		
.
add
(
 
age
.
eq
(
 
new
 
Integer
(
2
)
 
)
 
)

		
)
 
)

		
.
list
();

```

## Eredmények rendezése

### Order
Az org.hibernate.criterion.Order interfész felhasználásával lehet rendezni az eredményhalmazt.
Az Order interfész néhány metódusa:
- asc(String propertyName) ( ascending order – növekvő rendezés)
- desc(String propertyName) ( descending order – csökkenő rendezés)

```
List
 
people
=
 
session
.
createCriteria
(
Person
.
class
)

    
.
add
(
 
Restrictions
.
like
(
"name"
,
 
M
%
")

    .addOrder( Order.asc("
name
") )

    .addOrder( Order.desc("
age
") )

    .setMaxResults(50)

    .list();

```

## Asszociáció
Egymáshoz kapcsolódó entitásokra vonatkozó lekérdezések.
```
List
 
people
 
=
 
session
.
createCriteria
(
Person
.
class
)

    
.
add
(
 
Restrictions
.
like
(
"name"
,
 
"M%"
)
 
)

    
.
createCriteria
(
"kids"
)

        
.
add
(
 
Restrictions
.
like
(
"name"
,
 
"M%"
)
 
)

    
.
list
();

```

A második createCriteria() egy új Criteria példánnyal tér vissza,  mely a ”kids”  (másik entitás) kollekció példányaira hivatkozik.

Van egy másik formája is az asszociáció létrehozásának. Ha a createCriteria() helyett a createAlias(”masik_entitas”,”aliasnev”) metódust adjuk meg, amelyben az ”aliasnev” -vel hivatkozunk a ”masik_entitas” entitásunkra.

```
List
 
people
 
=
 
session
.
createCriteria
(
Person
 
.
class
)

    
.
createAlias
(
"kids"
,
 
"k"
)

    
.
createAlias
(
"adults"
,
 
"a"
)

    
.
add
(
 
Restrictions
.
eqProperty
(
"k.name"
,
 
"a.name"
)
 
)

    
.
list
();

```

A setFetchMode() segítségével állíthatjuk be, hogy melyik osztály milyen módon kerüljön betöltésre. Létezik FetchMode.EAGER és  FetchMode.LAZY, azaz gyors és lassú kapcsolási mód.

```
List
 
people
=
 
session
.
createCriteria
(
Person
.
class
)

    
.
add
(
 
Restrictions
.
like
(
"name"
,
 
"M%"
)
 
)

    
.
setFetchMode
(
"adults"
,
 
FetchMode
.
EAGER
)

    
.
setFetchMode
(
"kids"
,
 
FetchMode
.
EAGER
)

    
.
list
();

```

## Objektum példány beágyazása a lekérdezésbe

### Example
Az org.hibernate.criterion.Example interfész lehetővé teszi, hogy egy objektum példányból állítsuk össze lekérdezést.
Példa:
```
Person
 
p
 
=
 
new
 
Person
();

p
.
setAge
(
5
);

p
.
setBirthPlace
(
„
London
”
);

List
 
results
 
=
 
session
.
createCriteria
(
Person
.
class
)
Projection

		
.
add
(
 
Example
.
create
(
p
)
 
)

		
.
list
();

```

Vagy adhatunk hozzá további kritériumokat a következőképpen:
```
Example
 
example
 
=
 
Example
.
create
(
p
)

	
.
excludeZeroes
()
 

	
.
excludeProperty
(
"name"
)
 

	
.
ignoreCase
()
 

	
.
enableLike
();

List
 
results
 
=
 
session
.
createCriteria
(
Person
.
class
)

		
.
add
(
 
example
 
)

		
.
list
();

```

## Eredményhalmaz megjelenítése

### Projection
A Criteria interfész setProjection() metódusával tudjuk beállítani a megjelenítési módokat. Paraméterül adva neki egy org.hibernate.criterion.Projections példányt.
A Projections néhány megtódusa:
- alias(Projection projection, String alias)
- avg(String propertyName)
- count(String propertyName)
- distinct(Projection proj)
- groupProperty(String propertyName)
- max(String propertyName)
- min(String propertyName)
- rowCount()
- sum(String propertyName)

Példa:
```
List
 
rows
 
=
 
session
.
createCriteria
(
Person
.
class
)

    
.
setProjection
(
 
Projections
.
rowCount
()
 
)

    
.
add
(
 
Restrictions
.
eq
(
"name"
,
 
„
M
%
”
)
 
)

    
.
list
();

```

```
List
 
results
 
=
 
session
.
createCriteria
(
Person
.
class
)

    
.
setProjection
(
 
Projections
.
projectionList
()

        
.
add
(
 
Projections
.
rowCount
()
 
)

        
.
add
(
 
Projections
.
avg
(
"age"
)
 
)

        
.
add
(
 
Projections
.
max
(
"height"
)
 
)

        
.
add
(
 
Projections
.
groupProperty
(
"birthplace"
)
 
)

    
)

    
.
list
();

```

Itt szintén megadhatunk saját nevet annak a tulajdonságnak, ami alapján csoportosítunk. Két -féle módon tehetjük meg.
```
List
 
results
 
=
 
session
.
createCriteria
(
Person
.
class
)

    
.
setProjection
(
 
Projections
.
alias
(
 
Projections
.
groupProperty
(
"birthplace"
),
 
"bp"
 
)
 
)

    
.
addOrder
(
 
Order
.
asc
(
"bp"
)
 
)

    
.
list
();

```

```
List
 
results
 
=
 
session
.
createCriteria
(
Person
.
class
)

    
.
setProjection
(
 
Projections
.
groupProperty
(
"birthplace"
).
as
(
"bp"
)
 
)

    
.
addOrder
(
 
Order
.
asc
(
"bp"
)
 
)

    
.
list
();

```

## Különálló lekérdezések

### DetachedCriteria
A org.hibernate.criterion.DetachedCriteria interfésszel lehetőségünk van arra, hogy a session s scope-ján kívül készítstünk lekérdezéseket. A  DetachedCriteria egy allekérdezést fejez ki, létrehozása után (DetachedCriteria.forClass(...)) közel azok a metódusok használhatóak, mint a createCriteria() esetében.
```
DetachedCriteria
 
query
 
=
 
DetachedCriteria
.
forClass
(
Person
.
class
)

    
.
add
(
 
Property
.
forName
(
"birthPlace"
).
eq
(
„
London
”
)
 
);

    

Session
 
session
 
=
 
....;

Transaction
 
txn
 
=
 
session
.
beginTransaction
();

List
 
results
 
=
 
query
.
getExecutableCriteria
(
session
).
setMaxResults
(
100
).
list
();

txn
.
commit
();

session
.
close
();

```